# Корпусна група «C»
Корпусна́ гру́па «C» (нім. Korps-Abteilung C) — оперативно-тактичне об'єднання Вермахту, корпусна група в роки Другої світової війни. Наказом від 27 липня 1944 корпусна група мала переформуватися на 183-ю піхотну дивізію другого формування, проте група була практично знищена в боях під Бродами.

## Історія
Корпусна група «C» була сформована 2 листопада 1943 шляхом об'єднання розгромлених на Східному фронті 183-ї, 217-ї та 339-ї піхотних дивізій Вермахту в групі армій «Південь».

## Райони бойових дій
- СРСР (південний напрямок) (листопад 1943 — липень 1944).

## Командування

### Командири
- генерал-лейтенант Август Деттлінг (нім. August Dettling) (2 — 15 листопада 1943);
- генерал-лейтенант Вольфганг Ланге (нім. Wolfgang Lange) (15 листопада 1943 — квітень 1944);
- оберст Герхард Ліндеманн (нім. Gerhard Lindemann) (квітень — 30 травня 1944).
- генерал-лейтенант Вольфганг Ланге (30 травня 1944 — 27 липня 1944).

## Нагороджені корпусної групи
Нагороджені корпусної групи
|  | Кавалери Золотого Німецького Хреста                                                                        | 27 |
|  | Кавалери Срібного Німецького Хреста                                                                        | 1  |
|  | Кавалери Лицарського хреста Залізного хреста                                                               | 8  |
|  | Кавалери Почесної застібки Сухопутних військ «Почесна застібка на орденську стрічку для Сухопутних військ» | 3  |

- Нагороджені Сертифікатом Пошани Головнокомандувача Сухопутних військ (3)

## Бойовий склад корпусної групи «C»
Формування управління, забезпечення та підтримки
- 217-й дивізійний фузілерний батальйон (Divisions-Füsilier-Bataillon 217);
- 219-й протитанковий батальйон (Panzerjäger-Abteilung 219);
- 219-й батальйон зв'язку (Nachrichten-Abteilung 219);
- 219-й навчальний батальйон (Feldersatz-Bataillon 219);
- 219-й саперний батальйон (Pionier-Bataillon 219);
- 219-те управління постачання (Nachschubtruppen 219).

- 183-тя дивізійна група (Divisionsgruppe 183);
- 217-та дивізійна група (Divisionsgruppe 217);
- 339-та дивізійна група (Divisionsgruppe 339);
- 219-й артилерійський полк (Artillerie-Regiment 219).